# سنگ‌های قیمتی ابدیت
سنگ‌های قیمتی ابدیت (به انگلیسی: Infinity Gems) که در ابتدا تحت عنوان جواهرات روح، جواهرات واقعیت، و بعدها سنگ‌های ابدیت شناخته می‌شد، شش سنگ قیمتی فوق‌العاده قدرتمند و منشأ کیهان در کتاب‌های کامیک منتشر شده توسط مارول کامیکس است. سنگ‌های قیمتی شامل سنگ روح، قدرت، زمان، فضا، ذهن و واقعیت می‌باشند. در خط داستان‌های بعدی و کراس اوورها، هفتمین سنگ نیز به نام «ایگو» توسط شخصیت لوکی در اولتراورس کشف شد. این سنگ‌ها غیرقابل انعطاف و دارای بافت صاف و صیقلی هستند و اندازه‌ای در حدود ۴ الی ۵ اینچ دارند. این جواهرات را می‌توان بر روی دستکش ابدیت نصب کرد، دستکشی طلایی که برای دست چپ طراحی شده‌است. سنگ‌های ابدیت توسط شخصیت‌های مختلفی در دنیای مارول به کار گرفته شده‌اند که از صاحبان قابل توجه آن‌ها تا این لحظه می‌توان به شخصیت‌هایی همچون تانوس و آدام وارلاک اشاره کرد. 
جمع‌آوری و استفاده از هر شش سنگ، به دارنده آن قدرت کنترل کامل بر تمام جهان هستی را خواهد داد. تنها لیوینگ ترایبیونال، قاضی فرضیه چندجهانی، در برابر خواسته‌های کنترل‌کننده آن مصون است. این سنگ‌ها نقش برجسته‌ای در سه فاز اولیه دنیای سینمایی مارول ایفا می‌کنند.

## خاستگاه
خاستگاه سنگ‌های ابدیت به‌طور گسترده برای همه ناشناخته است، اما تنها چند موجودیت به عنوان منشأ این سنگ‌ها انتخاب شده‌اند. تانوس پس از کشف پتانسیل واقعی سنگ‌های قیمتی ابدیت، تاریخچه آن‌ها را برای شخصیت رانر، یکی از بزرگان جهان تعریف کرد. سنگ‌ها در واقع بخشی از یک موجودیت بسیار کهن و ابتدایی به نام «نمسیس» به‌شمار می‌روند، که پیش از حیات در دنیای مارول وجود داشت، اما در ازای اینکه به عنوان تنها موجود دارای ادراک در این جهان باشد، به زندگی خود پایان داد. نمسیس سعی کرد اشکال مختلفی از زندگی را خلق کند، اما این اشکال فاقد مفهوم خیر و شر بودند، و همه به جانورانی شیطانی تبدیل می‌شدند. او با درک اشتباهی که داشت، مخلوقات ناقص خود را از بین می‌برد. او که دوباره تنها شده بود و دیگر قادر به تحمل این تنهایی ابدی نبود، دست به خودکشی زد.
با این حال قدرتی در این سطح به راحتی ناپدید نخواهد شد، و بقایای آن مخلوق تبدیل به سنگ‌های ابدیت شدند. ثابت شده‌است که این جواهرات دارای احساسات مختص به خود می‌باشند و همهٔ آن‌ها با یکدیگر در ارتباط هستند. در تازه‌ترین کشف‌ها ثابت شده‌است که در زمان مالکیت سنگ‌های ابدیت به کاربر آن اجازه می‌دهد تا جواهرات دیگر را نیز پیدا کند. اگرچه بدست آوردن و حفظ پنج سنگ اولیه از سنگ اول تا پنجم به ترتیب دشوار و دشواتر خواهد شد، و در نهایت مالکیت هر پنج سنگ به دارنده آن قدرت کافی برای یافتن آخرین سنگ را می‌دهد. این مسئله باعث شده‌است که تصرف و تسلط بر هر شش سنگ، به کاری تقریباً غیرممکن مبدل شود.

## توضیحات
شش سنگ ابدیت شامل:
| نام    | رنگ اصلی (۱۹۷۲–۲۰۱۶) | رنگ میراث مارول (۲۰۱۷–تا کنون) | توانایی‌ها و قدرت‌ها | صاحبان شناخته‌شده |
| ------ | -------------------- | ------------------------------ | --- | --- |
| روح    | سبز                  | نارنجی                         | به اجراکننده اجازهٔ ربودن، کنترل، دستکاری و دگرگونی ارواح موجودات زنده و مرده را می‌دهد. سنگ روح همچنین دروازه‌ای برای ورود به مفهوم تورم کیهانی است. در حداکثر پتانسیل، سنگ روح به کاربر اجازه کنترل تمام حالات زندگی در جهان را می‌دهد.                                                                                                   | تکامل عالی؛ آدام وارلاک؛ گاردنر؛ این-بیتوین؛ تانوس؛ نبیولا؛ کنت ابیس؛ ماگوس؛ رون؛ لوکی؛ گالاکتوس؛ دکتر استرنج؛ اولتران/هنک پیم                                                                                        |
| زمان   | نارنجی               | سبز                            | به اجرا کننده اجازهٔ مشاهده گذشته و آینده؛ توقف، کاهش و افزایش سرعت، جریان معکوس زمان؛ سفر در زمان، تغییر زمان گذشته و آینده، دگرگونی سن موجودات، گرفتار نمودن افراد یا کل دنیا در یک حلقه بی‌پایان از زمان را می‌دهد. در حداکثر پتانسیل، سنگ زمان به کاربر اجازه کنترل کامل بر گذشته، حال و آینده را خواهد داد.                           | گاردنر؛ تانوس؛ نبیولا؛ آدام وارلاک؛ گامورا؛ دکتر استرنج؛ ماکسام؛ ماگوس؛ رون؛ هاردکیس؛ لوکی؛ گالاکتوس؛ نیمور؛ ثور؛ آقای شگفت‌انگیز؛ مرد آهنی؛ انت‌من؛ عنکبوت سیاه؛ هکتور باتیستا                                         |
| فضا    | ارغوانی              | آبی                            | به اجرا کننده قابلیت‌هایی نظیر اجازهٔ خروج به هر مکانی، حرکت دادن انواع اشیاء به هر نقطه در واقعیت، دگرگونی یا تغییر فضا، دورنوردی خود و دیگران، افزایش سرعت، تغییر فاصله بین اشیاء متناقض با قوانین فیزیک را می‌دهد. در حداکثر پتانسیل، سنگ فضا به کاربر اجازه حضور در آن واحد در تمام مکان‌ها را خواهد داد.                               | رانر؛ تانوس؛ نبیولا؛ آدام وارلاک؛ پیپ د ترول؛ ماگوس؛ رون؛ لوکی؛ گالاکتوس؛ مرد آهنی؛ هود؛ نیمور؛ بلک بولت؛ ولورین؛ عنکبوت سیاه                                                                                         |
| ذهن    | آبی                  | زرد                            | به اجراکننده اجازهٔ افزایش توانایی‌های ذهنی و دورکاری ذهن، دسترسی به افکار و رؤیای دیگران را می‌دهد. در حداکثر پتانسیل، سنگ ذهن با پشتیبانی از سنگ قدرت، توانایی دسترسی همزمان به تمام ذهن‌های موجود در هستی را دارد. | گرندمستر؛ تانوس؛ نبیولا؛ آدام وارلاک؛ مون‌دراگون؛ ماگوس؛ رون؛ پرایم‌ایول؛ لوکی؛ گالاکتوس؛ پروفسور ایکس؛ هود؛ خانم مارول؛ بیست؛ ترک برت؛ کاملا کان؛ ویژن                                                                 |
| واقعیت | زرد                  | قرمز                           | به اجراکننده اجازهٔ برآورده شدن خواسته‌هایش را می‌دهد، حتی اگر این خواسته با قوانین علمی و طبیعت در تناقض باشد. همچنین قادر به خلق هر نوع جهان موازی بر طبق میل اجراکننده، و کارهایی که معمولاً انجام آن‌ها غیرممکن است. در حداکثر پتانسیل، سنگ واقعیت با پشتیبانی از سنگ‌های دیگر به کاربر اجازه دگرگونی واقعیت در مقیاس جهانی را خواهد داد. | غریبه؛ کلکتور؛ تانوس؛ نبیولا؛ آدام وارلاک؛ رون؛ نایت من؛ لوکی؛ گالاکتوس؛ بلک بولت؛ هود؛ مرد آهنی؛ عنکبوت سیاه؛ ویژن؛ کارول دنورز؛ کانگ فاتح؛ رکوئیم؛ لوکی                                                             |
| قدرت   | قرمز                 | بنفش                           | به اجراکننده اجازهٔ دسترسی و به‌کارگیری تمام اشکال انرژی، افزایش پایداری و قدرت فیزیکی و افزایش تمامی توانایی‌های ابرانسانی را می‌دهد. سنگ قدرت همچنین سبب تقویت اثرات پنج سنگ دیگر خواهد شد. در حداکثر پتانسیل، سنگ قدرت به کاربر قدرت بی‌انتها اعطا می‌کند.                                                                                 | قهرمانان جهان؛ تانوس؛ نبیولا؛ آدام وارلاک؛ درکس د دسترویر؛ ثور؛ ماگوس؛ رون؛ لرد پامپکین؛ لوکی؛ گالاکتوس؛ هالک-دخت؛ تیتانیا؛ آقای شگفت‌انگیز؛ هود؛ هالک قرمز؛ نیمور؛ منهدم‌کننده؛ سپاه نوا؛ استار-لرد؛ گامورا؛ اما فراست |